# Ordenspalais
El Palacio de la Orden (en alemán: Ordenspalais) era un edificio en Berlín, ubicado en la esquina de Wilhelmplatz y Wilhelmstraße en el distrito de Mitte. El edificio debe su nombre al hecho de que sirvió desde 1738 como sede de la Delegación de Berlín de los Caballeros de San Juan. Sin embargo, se hizo conocido principalmente como la sede de la Oficina de Prensa del Reich durante la República de Weimar y el Ministerio de Ilustración Pública y Propaganda, durante el Tercer Reich en los años 1933 a 1945.

## Historia
El palacio fue construido en 1737 como residencia del mayor-general prusiano Karl Ludwig Truchsess von Waldburg en la esquina noroeste de la Wilhelmsplatz 7/8. Después de que Truchsess von Waldburg muriera en 1738, el edificio fue confiscado por orden del rey prusiano Friedrich Wilhelm I por la Orden de San Juan a los planes de Carl Friedrich Richter.
A partir de 1738, el palacio sirvió como sede de la delegación de Berlín de los Caballeros de San Juan. Después de la disolución de la Orden en 1811, el edificio se convirtió en propiedad del estado prusiano. Desde 1829 fue utilizada como residencia del Príncipe Carlos de Prusia, reconstruida en estilo neoclásico y llamada Palacio del Príncipe Carlos. Él también tenía el edificio a uno de Friedrich August Stüler expandir los cultivos diseñados. En 1853, el edificio fue el escenario de la refundación de la Orden de San Juan con el Príncipe Karl como el nuevo Gran Maestro. Después de la muerte de Karl en 1883, el edificio sirvió como residencia de sus descendientes, el príncipe Friedrich Karl y Friedrich Leopold.

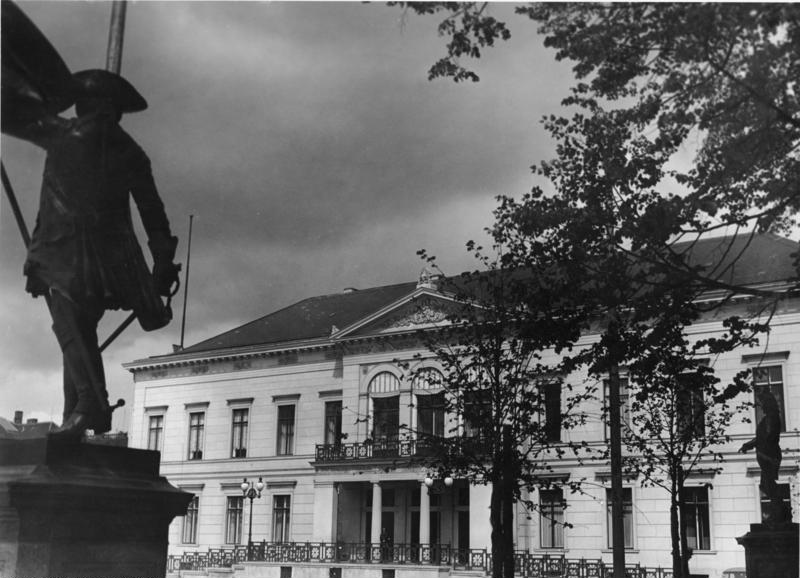
El palacio del Príncipe Carlos en 1936.

Después de la Primera Guerra Mundial, el Palacio de la Orden fue objeto de una larga disputa legal entre la Casa de Hohenzollern y el Estado Libre de Prusia. Después de la solución de la disputa, el Departamento de Prensa Unida del Gobierno del Reich y el Ministerio de Asuntos Exteriores se alojaron en el edificio.
En marzo de 1933, el Palacio de la Orden era la sede del recién formado Ministerio del Reich para la Ilustración Pública y Propaganda. Con el fin de crear espacio de trabajo adicional, se construyó una extensa extensión en el estilo de la arquitectura nacionalsocialista entre 1936 y 1940 según los diseños del arquitecto Karl Reichle . Esto se extendió a Mauerstrasse, donde se encontraba la entrada principal al Ministerio.

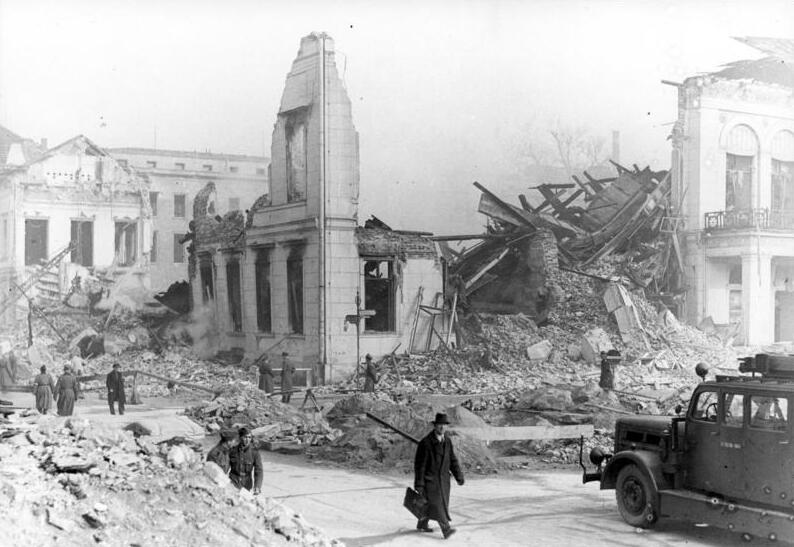
El Ordenspalais después de su destrucción en 1945.

El palacio fue destruido durante un bombardeo en las últimas semanas de la Segunda Guerra Mundial y sus ruinas fueron despejadas en 1949. La extensión, ahora conocida como Wilhelmstraße 49, sobrevivió a la guerra y sirvió desde 1947 como sede del Frente Nacional. Desde 1999, es la sede del Ministerio Federal de Trabajo y Asuntos Sociales.